# Team Eifelland Caravans

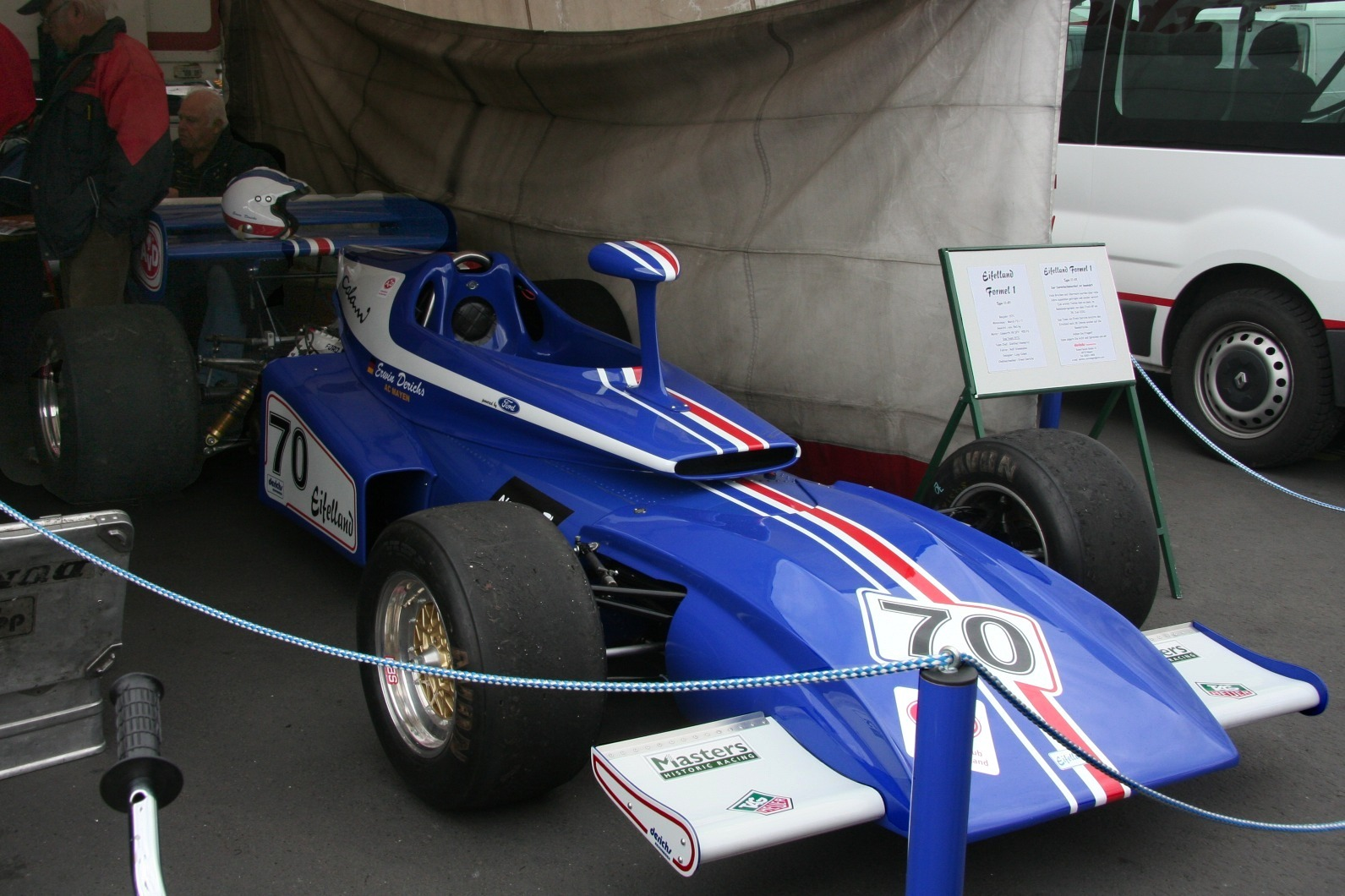
Eifelland-March E21, ausgestellt beim AvD-Oldtimer-Grand-Prix 2011

Team Eifelland Caravans war ein Motorsportteam, das 1972 auch in der Formel-1-Weltmeisterschaft am Start war. 

## Geschichte
Günther Hennerici, der mit dem Bau und dem Vertrieb von Wohnwagen zu Geld gekommen war, gründete Ende der 1960er-Jahre ein Motorsportteam. Mit ein Grund war, seiner späteren Ehefrau Hannelore Werner ein weiteres Engagement im Motorsport zu ermöglichen. Werner war in den 1960er-Jahren bis in die Formel 2 vorgestoßen, allerdings fuhr sie kaum Rennen für das Team ihres Mannes. 
1970 kaufte Hennerici einen Brabham BT30 und stieg mit Rolf Stommelen als Fahrer in  die Formel-2-Europameisterschaft ein. Stommelen war ein schneller Fahrer, der Nachteil war aber, dass er als A-Fahrer in der Europameisterschaft keine Punkte erzielen konnte. Nach zwei mäßigen Jahren in der Formel 2 wechselte das Team 1972 in die Formel-1-Weltmeisterschaft. 

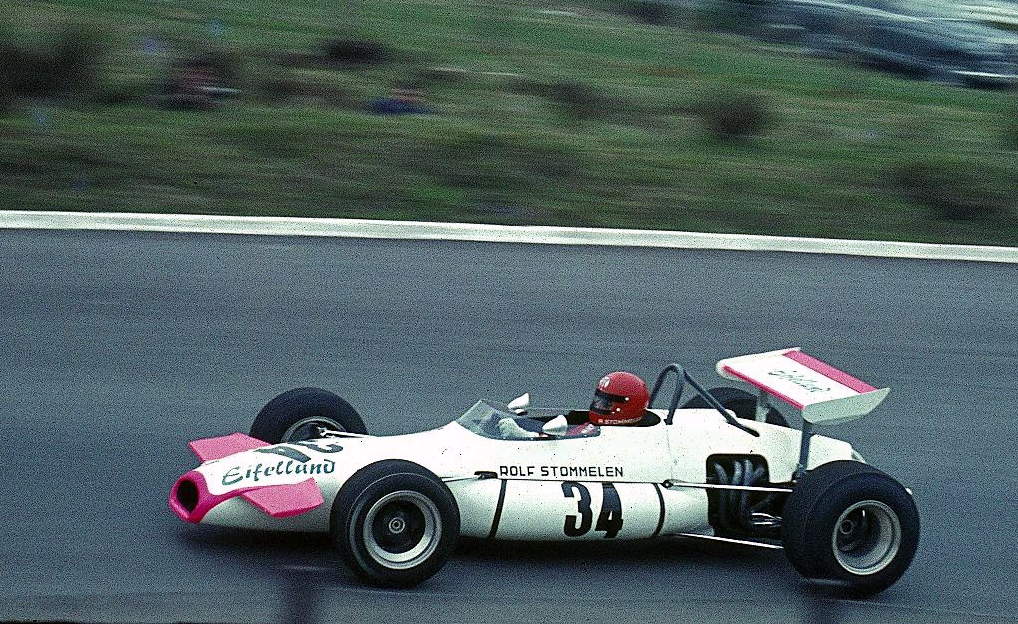
Rolf Stommelen im Eifelland-Formel-2-Brabham BT30 beim Eifelrennen 1970

Hennerici hatte einen kuriosen Plan. Er erwarb einen March 721 und ließ vom Objektdesigner Luigi Colani eine neue futuristische Karosserie entwerfen. Sie bestand ausschließlich aus geschwungenen Linien und der Wagen erwies sich von Anfang an als so gut wie unfahrbar. Als die ersten Testfahrten mit dem Eifelland-March E21 anstanden, wurde rasch klar, dass das March-Fahrwerk sich nicht mit dem Colani-Chassis vertrug.  
Beim Debüt beim Großen Preis von Südafrika mussten March-Heck- und Frontflügel montiert werden, damit der Wagen genügend Anpressdruck erhielt. Die geschwungene Cockpitumrandung blieb, musste aber bis zur Mitte der Saison mehrmals umgebaut werden, da der Motor zu wenig Kühlung bekam. Ein wichtiges Detail des Wagens, der offiziell als Eifelland Typ 21 an den Start ging, war der mächtige zentrale Rückspiegel, der knapp vor dem Lenkrand montiert war. Rolf Stommelen, der Fahrer, bezeichnete diesen Spiegel als zumindest gewöhnungsbedürftig. 
Große Erfolge waren mit dem Fahrzeug nicht zu erzielen, Stommelen erreichte bei acht Starts lediglich sechs Zielankünfte ohne WM-Punkte. Als Hennerici im Sommer 1972 seinen in finanzielle Not geratenen Caravanbetrieb verkaufte, war das Ende des Teams abzusehen. Da noch Gehaltszahlungen für Stommelen ausstanden, wurde der Rennstall kurzerhand an den Kölner Fahrer übertragen und Rolf Stommelen ging in den beiden Grand-Prix-Rennen von Deutschland und Österreich als fahrender Teamchef an den Start, bevor er den Eifelland-Rennstall an das britische Team Brabham unter dessen neuem Eigner Bernie Ecclestone verkaufte.
Von dem Erlös des Rennwagen-Verkaufs erwarb Hennerici zwei Formel-3-March 723. Diese liefen als Eifelland Typ 23 bei Formel-3-Rennen. 1974 tauchte ein Rheinland 374-Toyota – wiederum ein umgebauter March-Rennwagen – mit Harald Ertl am Steuer bei Formel-2-Rennen auf. Ende des Jahres verschwand das Team endgültig.

## Verbleib des Eifelland-Formel-1-Wagens
Der von Rolf Stommelen verkaufte Formel-1-Wagen gelangte samt zwei Ersatzmotoren über Bernie Ecclestone an John Watson, der ihn im zweiten Einsatz so stark beschädigte, dass er nicht wieder aufgebaut wurde.
1976 entdeckte Stommelens ehemaliger Rennmonteur Erwin Derichs († 30. Januar 2012), Mayen, das Wrack bei einem Schrotthändler in London, kaufte es, ließ es zunächst stehen und begann 2002 mit der Restaurierung. Viele Teile mussten nachgefertigt werden, unter anderem die stark beschädigte Karosserie. Von einem bei Luigi Colani noch vorhandenen, aber nicht mehr einsatzfähigen Exemplar konnten Formen abgenommen werden, die einen Neubau ermöglichten.
Acht Jahre arbeitete Derichs an dem Rennwagen, bevor er ihn beim Truck Grand Prix am Nürburgring erstmals vorführte. Einsätze bei Oldtimerrennen sind geplant.